# NGC 1258
NGC 1258 è una galassia a spirale intermedia situata nella costellazione dell'Eridano, a una distanza di circa 64 milioni di anni luce dalla nostra Via Lattea.

## Scoperta
La galassia è stata scoperta il 19 novembre 1886 dall'astronomo statunitense Francis Leavenworth.

## Descrizione
NGC 1258 ha una classe di luminosità III-IV e presenta una larga riga a 21 cm dell'idrogeno neutro.
La galassia fa parte dell'Ammasso di Eridano.